# Gilpinia frutetorum
Gilpinia frutetorum är en stekelart som först beskrevs av Fabricius 1793.  Gilpinia frutetorum ingår i släktet Gilpinia, och familjen barrsteklar. Arten är reproducerande i Sverige.